# Llista de cançons de Fightstar
Això és un catàleg de totes les cançons de Fightstar. Per a més informació, vegeu la seva discografia.
| Cançó                                | Àlbum                                                      | Any       |
| ------------------------------------ | ---------------------------------------------------------- | --------- |
| "99"                                 | One Day Son, This Will All Be Yours                        | 2007      |
| "A City on Fire"                     | Be Human                                                   | 2009      |
| "A Short History of The World"       | Never Change (Senzill)                                     | 2009      |
| "Abuse Me"                           | Alternate Endings                                          | 2008      |
| "Amaze Us"                           | One Day Son, This Will All Be Yours                        | 2007      |
| "Amethyst"                           | They Liked You Better When You Were Dead Alternate Endings | 2005 2008 |
| "Athea"                              | Mercury Summer (Senzill)                                   | 2009      |
| "Breaking The Law"                   | Alternate Endings                                          | 2008      |
| "Build An Army"                      | Grand Unification                                          | 2006      |
| "Call To Arms"                       | Waste a Moment (Senzill)                                   | 2006      |
| "Calling on All Stations"            | Be Human                                                   | 2009      |
| "Chemical Blood"                     | Be Human                                                   | 2009      |
| "Colours Bleed to Red"               | Be Human                                                   | 2009      |
| "Cross Out The Stars"                | They Liked You Better When You Were Dead                   | 2005      |
| "Damocles"                           | Be Human                                                   | 2009      |
| "Dark Star"                          | Alternate Endings                                          | 2008      |
| "Days I Recall Being Wonderful"      | Grand Unification Part 1 (Senzill)                         | 2005      |
| "Deathcar"                           | One Day Son, This Will All Be Yours                        | 2007      |
| "Drown"                              | The English Way (Senzill)                                  | 2009      |
| "Fear Of The Dark"                   | Kerrang!s Maiden Heaven                                    | 2008      |
| "Fight For Us"                       | Alternate Endings                                          | 2008      |
| "Floods"                             | One Day Son, This Will All Be Yours                        | 2007      |
| "Flotation Therapy"                  | One Day Son, This Will All Be Yours (Edició Deluxe)        | 2009      |
| "Follow Me Into the Darkness"        | Be Human                                                   | 2009      |
| "Ghosts On 31"                       | Waste a Moment (Senzill)                                   | 2006      |
| "Give Me the Sky"                    | Be Human                                                   | 2009      |
| "Gracious"                           | Alternate Endings                                          | 2008      |
| "Grand Unification Pt. 1"            | Grand Unification                                          | 2006      |
| "Grand Unification Pt. 2"            | Grand Unification                                          | 2006      |
| "H.I.P (Enough)"                     | One Day Son, This Will All Be Yours                        | 2007      |
| "Hazy Eyes"                          | They Liked You Better When You Were Dead Grand Unification | 2005 2006 |
| "Here Again (Last Conversation)"     | Grand Unification                                          | 2006      |
| "Hide and Seek"                      | The English Way (Senzill)                                  | 2009      |
| "Hold Out Your Arms"                 | Alternate Endings                                          | 2008      |
| "I Am the Message"                   | One Day Son, This Will All Be Yours                        | 2007      |
| "In Between Days"                    | Alternate Endings                                          | 2008      |
| "Leper Messiah"                      | Kerrang!s Remastered (Tribut a Metallica)                  | 2006      |
| "Lost Like Tears In Rain"            | They Liked You Better When You Were Dead Grand Unification | 2005 2006 |
| "Mercury Summer"                     | Be Human                                                   | 2009      |
| "Minerva"                            | Alternate Endings                                          | 2008      |
| "Mono"                               | They Liked You Better When You Were Dead Grand Unification | 2005 2006 |
| "My Own Summer (Shove It)"           | Kerrang!s High Voltage (A Brief History Of Rock)           | 2006      |
| "Nerv/Seele"                         | Alternate Endings                                          | 2008      |
| "Never Change"                       | Be Human                                                   | 2009      |
| "One Day Son"                        | One Day Son, This Will All Be Yours                        | 2007      |
| "Open Your Eyes"                     | Grand Unification                                          | 2006      |
| "Our Last Common Ancestor"           | One Day Son, This Will All Be Yours                        | 2007      |
| "Paint Your Target"                  | They Liked You Better When You Were Dead Grand Unification | 2005 2006 |
| "Palahniuk's Laughter"               | They Liked You Better When You Were Dead                   | 2005      |
| "She Drove Me To Daytime Television" | Hazy Eyes (Senzill)                                        | 2006      |
| "Shinji Ikari"                       | Alternate Endings                                          | 2008      |
| "Sleep Well Tonight"                 | Grand Unification                                          | 2006      |
| "Speak Up"                           | They Liked You Better When You Were Dead                   | 2005      |
| "Take You Home                       | Grand Unification Part 1 (Senzill)                         | 2005      |
| "Tannhauser Gate"                    | One Day Son, This Will All Be Yours                        | 2007      |
| "The English Way"                    | Be Human                                                   | 2009      |
| "The Whisperer"                      | Be Human                                                   | 2009      |
| "These Days"                         | Never Change (Senzill)                                     | 2009      |
| "To Sleep"                           | Grand Unification                                          | 2006      |
| "Tonight We Burn"                    | Be Human                                                   | 2009      |
| "Unfamiliar Ceilings"                | One Day Son, This Will All Be Yours                        | 2007      |
| "Until Then"                         | They Liked You Better When You Were Dead                   | 2005      |
| "Wake Up"                            | Grand Unification                                          | 2006      |
| "War Machine"                        | Be Human                                                   | 2009      |
| "Waste a Moment"                     | Grand Unification                                          | 2006      |
| "We Apologise for Nothing"           | One Day Son, This Will All Be Yours                        | 2007      |
| "We Left Tracks of Fire"             | Mercury Summer (Senzill)                                   | 2009      |
| "Where's the Money Lebowski?"        | Alternate Endings                                          | 2008      |
| "You & I"                            | One Day Son, This Will All Be Yours                        | 2007      |
| "Zihuatanejo"                        | Alternate Endings                                          | 2008      |